# 薑弄蝶
薑弄蝶（学名：Udaspes folus），又名羌弄蝶、大白紋弄蝶、姜弄蝶，为弄蝶科薑弄蝶屬下的种。

## 描述
雌雄外型相似，無明顯差異。
雄蝶頭部披褐色毛，觸角為褐色，覆白鱗，尖端明顯、呈鉤狀。口器黑褐色。下唇鬚前伸，前兩節披毛，背面黑褐色，腹面白色；末節小而褐色。
胸腹部背面褐色，腹面白色；足為白色。前翅較寬，長21-26 mm，外緣略突出；後翅為扇形。
翅背面底色為褐色，散布白斑，翅基有白毛。前翅具連續白斑，排成斜線狀；後翅中央有明顯白斑。翅腹面斑紋與背面相似，底色為褐、紅褐、黑褐與白鱗交錯，構成複雜斑駁花紋。翅緣毛為白色混黑褐色。
雌蝶與雄蝶相似，唯前翅略長，斑紋較明顯。

## 分佈
分布遍及東洋區，並延伸到日本南部島嶼（奄美大島、沖繩、八重山群島）、龍目島和松巴哇。在臺灣，它們出現在本島低海拔及離島地區。

## 棲地
棲息於光線充足且有薑科植物生長或栽培的環境，一年可發生多代。成蟲飛行活潑快速，具訪花習性；幼蟲以多種薑科植物為食，常見寄主包括月桃、臺灣月桃、山薑、鬱金等。冬季多以蛹態越冬。